# Cédric Mathy
Cédric Mathy (* 2. Februar 1970 in Ixelles/Elsene) ist ein ehemaliger belgischer Radrennfahrer und nationaler Meister im Radsport.

## Sportliche Laufbahn
Mathy war im Bahnradsport und im Straßenradsport aktiv. Er war Teilnehmer der Olympischen Sommerspiele 1992 in Barcelona. Im Punktefahren gewann er die Bronzemedaille. In der Einerverfolgung wurde er Sechster.
Mathy gewann die nationale Meisterschaft im Punktefahren 1990 bis 1992, in der Einerverfolgung von 1989 bis 1992, im Omnium 1990, 1992 und 1993, in der Mannschaftsverfolgung 1989. Im 1000-Meter-Zeitfahren wurde er 1989 Vize-Meister. Bronze holte er 1994 im Punktefahren und im Omnium.
Auf der Straße gewann er einige Kriterien. Mathy blieb während seiner gesamten Laufbahn Amateur.